# Grytviken
Geytviken est une ancienne station baleinière située en Géorgie du Sud et non loin de King Edward Point.

## Histoire
On doit au capitaine norvégien Carl Anton Larsen la fondation de Grytviken, le 16 novembre 1904. Niché sur les rives de l'île montagneuse de Géorgie du Sud, l'endroit était déjà fréquenté auparavant par des chasseurs de baleines. Grytviken porte un nom suédois signifiant « baie des pots » (en norvégien : Grytvika), en référence aux pots utilisés pour transporter la graisse de phoque.
En 1922, l'explorateur britannique Sir Ernest Shackleton, en route vers l'Antarctique, y décède d'une crise cardiaque et est inhumé sur place, à la demande de son épouse.
En avril 1982, Grytviken et King Edward Point ont été prises par les Argentins au terme d'une courte bataille contre les Britanniques. Trois semaines après, cependant, les forces britanniques reprennent ces territoires.

## Économie
Le village vit essentiellement de l'industrie de la pêche ; son existence est due à la prospérité de l'industrie baleinière (195 baleines chassées rien que pour la première saison[Quand ?]). 
Autrefois, le traitement des baleines se faisait sur l'île, qui était un haut lieu en la matière. Ce type d'industrie a disparu avec l'apparition de baleiniers sur lesquels il est possible de traiter les prises immédiatement. Officiellement, la fermeture du port a eu lieu en 1966. Une autre raison est avancée : la raréfaction des réserves naturelles de baleines, qui a rendu non viable le maintien d'un port de pêche de ce genre sur l'île. 
L'industrie liée à la baleine a suscité la création d'un chemin de fer à voie étroite en Géorgie du Sud, exploitée à l'origine par la Compañía Argentina de Pesca, qui est également à l'origine du port de pêche proprement dit. Une gare a fonctionné à Grytviken, où les premiers rails ont été posés en 1912. L'histoire retient que ce chemin de fer a en outre amené la dépouille de Sir Ernest Shackleton à sa dernière demeure. 
L'électricité produite pour l'usage de Grytviken et de King Edward Point émane de turbines actionnées par une conduite d'eau provenant d'un lac de montagne situé en surplomb, ainsi que par des génératrices au diesel. 
Les touristes venus notamment des États-Unis et du Royaume-Uni fréquentent le musée. Après avoir collaboré au développement du musée, le taxidermiste local, Steve Massam, crée à présent des souvenirs.

## L'importance de King Edward Point

Carte de la Géorgie du Sud.

L'approvisionnement du village n'a rien d'évident, puisque l'île ne dispose d'aucune structure permettant l'atterrissage d'avions. Tout arrive donc par bateau ou par largage de colis. 
Les navires débarquent à King Edward Point, où se trouvent également la poste - probablement l'une des plus méridionales du Royaume-Uni -, l'hôtel Shackleton House et le bureau de douane. 
Les avions de la Royal Air Force partent en principe des îles Malouines. Ils parachutent du courrier et de menus objets dans des capsules que des bateaux viennent ensuite récupérer dans la mer, à proximité de King Edward Point.

## Mœurs
Au début du XXe siècle, l'alcool était en principe banni des ports de baleiniers, et en importer constituait un délit. Par conséquent, quelques personnes audacieuses ont décidé de fabriquer leur propre alcool. Un alambic est exposé au musée de l'île (voir ci-dessous). 
L'île a également disposé de son propre cinéma, actuellement en ruine. 
Le premier pasteur à avoir desservi l'Église du Chasseur de baleines s'appelle Kristen Loken. Depuis 1931, le poste n'est plus pourvu.

## Monuments, curiosités et faune

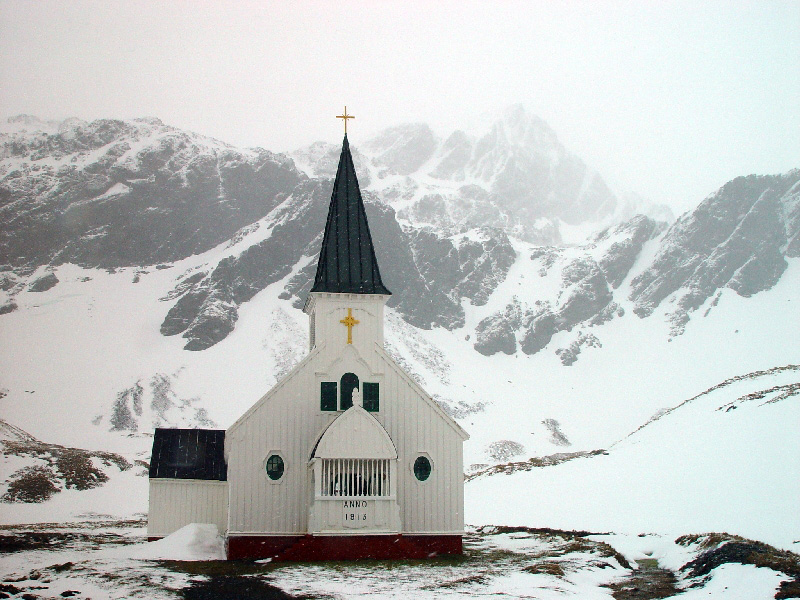
L'église du Chasseur de baleines, Grytviken.

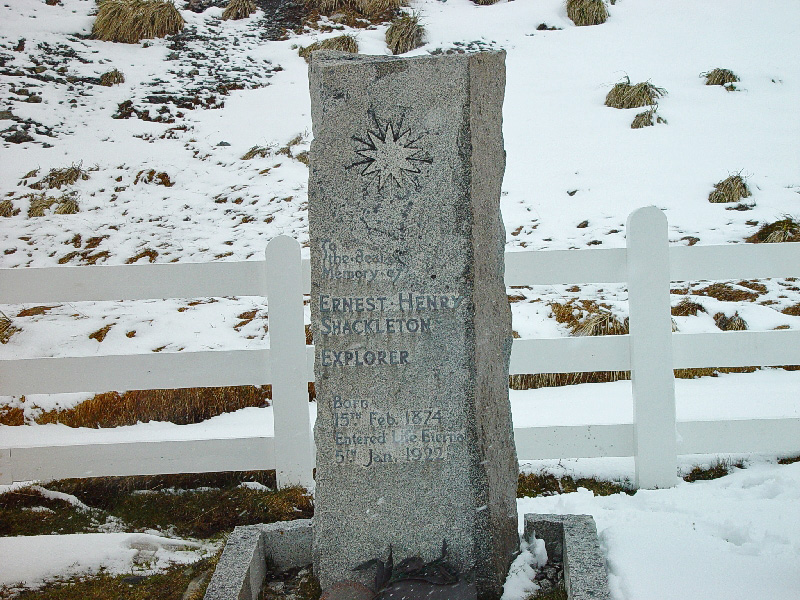
Pierre tombale d'Ernest Shackleton au cimetière de Grytviken.

La région de Grytviken passe pour être très photogénique, notamment par la proximité du glacier Nordenskjöld. Grytviken, qui disposait de nombreux bâtiments et ateliers en décrépitude (Patternmaker's Loft, Machine Shop), fut partiellement réhabilité et totalement sécurisé pour l'accueil de touristes. La station baleinière possède ainsi quelques intérêts tels : 
- l'église du Chasseur de baleines (en anglais : Whaler's Church), bâtiment en bois, préfabriqué en Norvège et ouvert au culte en 1913, qui possède une grande bibliothèque ;
- le cimetière des chasseurs de baleines, où repose l'explorateur Ernest Shackleton ;
- le musée South Georgia ;
- d'anciens navires comme le Petrel, ancien baleinier à vapeur, l'Albatros du même type que le Petrel, le Dias, le Louise échoué en face du cimetière ;
- les anciens sites, bâtiments de travail et les ateliers ou bien le Flensing Plan, plan de bois où étaient amenées les baleines à traiter ;
- les anciennes structures (citernes) de stockage de l'huile ;
- les anciens bâtiments et lieux de vie des baleiniers comme le cinéma ou le terrain de football ;
- des anciens ossements de baleines ;
- des animaux comme le manchot Papou (Pygoscelis papua), l'éléphant de mer austral (Mirounga leonina), l'otarie à fourrure antarctique (Arctocephalus gazella), la sterne couronnée (Sterna vittata) entre autres.

## Musée

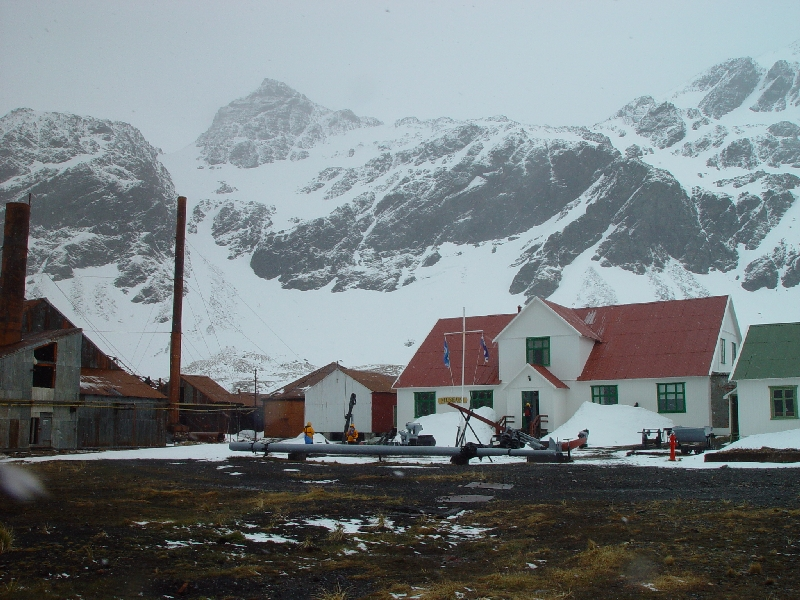
Le musée de la Géorgie du Sud situé à Grytviken.

Le village de Grytviken a son propre musée, le « musée de la Géorgie du Sud », créé en 1992 à l'instigation de William Fullerton, gouverneur des îles Malouines, sis dans l'ancienne demeure du responsable du port baleinier, appelée « Managers Villa ». Le bâtiment a fait l'objet d'une restauration en 2005, c'est le seul bâtiment de la cité qui est entretenu. 
Initialement, le musée était consacré uniquement à la chasse à la baleine. Depuis, il s'est diversifié. Datés des XVIIIe, XIXe et XXe siècles, les objets sont exposés dans des pièces à thème. Une d'elles est consacrée au capitaine Larsen, une autre présente du mobilier ; dans une autre, on trouve des équipements de plongée. Enfin, on y découvre un ancien projecteur de cinéma, un alambic et un radar. 
Le musée expose également des créations d'habitants du cru, par exemple un bateau dans une bouteille, créé par le marin Norman Jamieson. 
Il est prévu d'y exposer des témoignages de la guerre des Malouines (1982) et de la présence militaire britannique subséquente, qui s'est prolongée jusqu'en 2001. Autre projet : présenter des objets issus de la fonderie et de la forge locales. 
Tim et Pauline Carr s'en occupent depuis leur arrivée dans l'île, au début des années 1990. Ce sont les deux seuls habitants permanents de la cité - et de l'île.

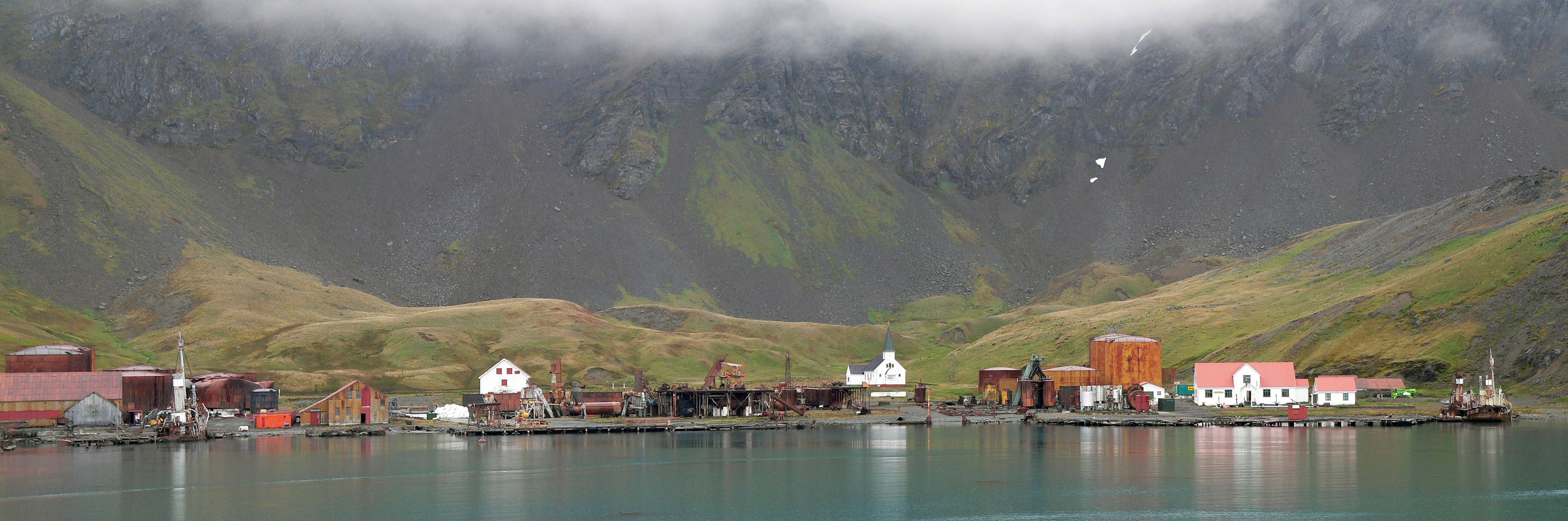
Panorama de Grytviken.